# Román Torán

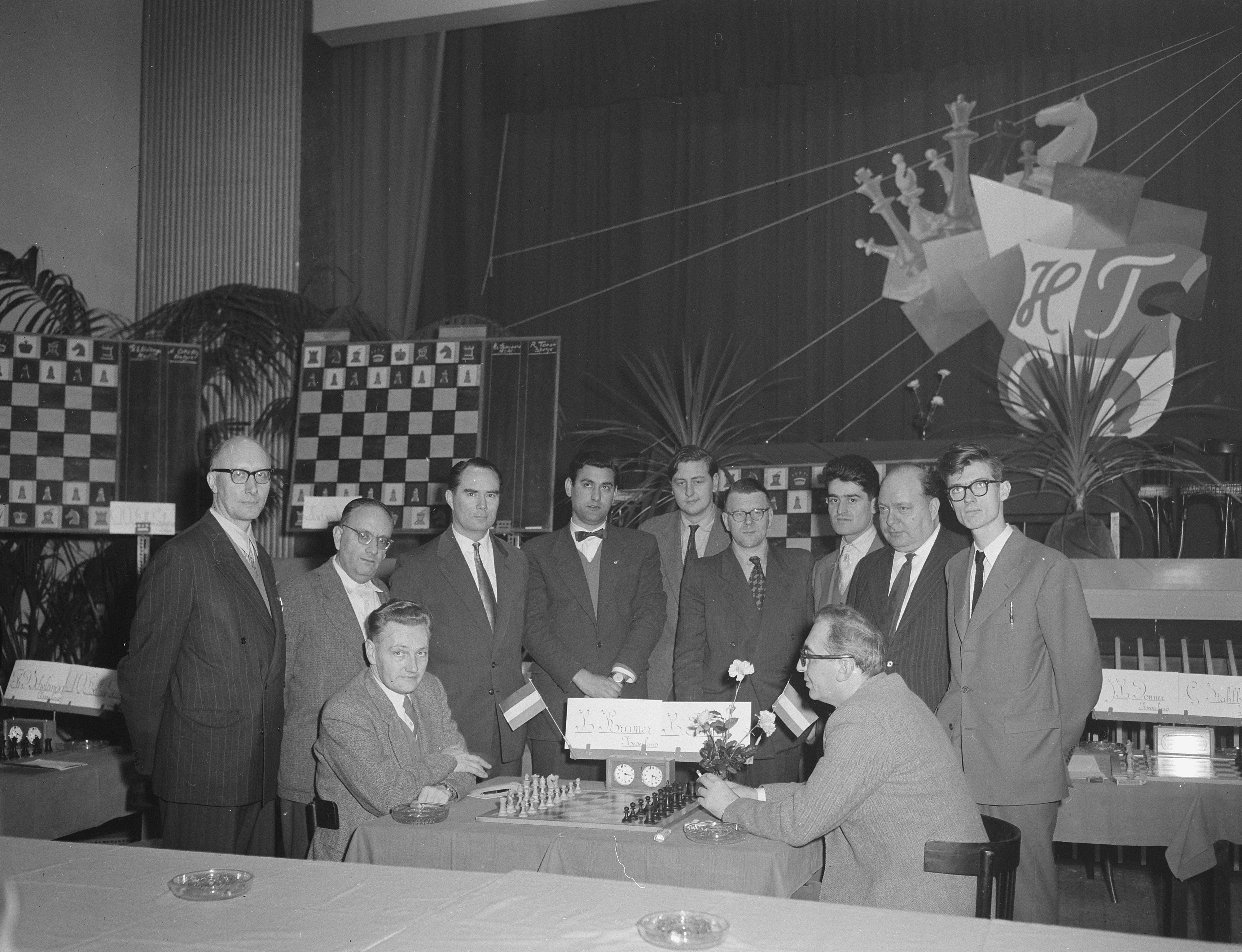
Román Torán (corbata de lazo) (1957)

Román Torán Albero, nacido en Gijón, el 8 de octubre de 1931, fallecido en Madrid, el 1 de octubre de 2005, ajedrecista español y periodista deportivo y divulgador de esta especialidad.

## Inicios
De niño destacó por sus excepcionales cualidades para el ajedrez, virtudes que desplegó en el Casino de La Unión, que estaba encima del desaparecido Café Alcázar, hoy Play Gallery, en la esquina de la gijonesa calle Corrida con Munuza. Allí trabó numerosas amistades, entre las que cabe destacar la que labró con el también ajedrecista Pablo Morán. Maestro Internacional de ajedrez desde 1954, árbitro internacional desde 1957. 

## Resultados deportivos
En su carrera deportiva cosechó muchos resultados de relieve en pruebas nacionales e internacionales, individuales y por equipos.
Fue dos veces campeón de España. En el año 1951 superando al gran maestro Arturo Pomar y en 1953 superando al jugador Rodrigo Rodríguez Rodríguez.
Fue dos veces campeón de Asturias en los años 1950 y 1951. Ganó el Torneo Internacional de Ajedrez de Gijón en 1954.
Participó representando a España en las Olimpíadas de ajedrez en seis ocasiones, en los años 1958 en Múnich, 1960 en Leipzig, 1968 en Lugano, 1970 en Siegen, 1972 en Skopie y 1974 en Niza, en el Campeonato de Europa de ajedrez por equipos en dos ocasiones, en los años 1961 en Oberhausen y 1970 en Kapfenberg y en la Copa Clare Benedict en nueve ocasiones, en los años 1958 en Neuchâtel, 1959 en Lugano, 1965 en Berlín Oeste, 1967 en Leysin, 1968 en Bad Aibling, 1969 en Adelboden, 1970 en Paignton, 1971 en Madrid y 1972 en Viena.

## Divulgación del ajedrez
También realizó tareas informativas, didácticas y de organización en el campo del ajedrez. Estas últimas culminaron en la presidencia de la Federación Española de Ajedrez (1988 a 2000). Además, desempeñó el cargo de presidente adjunto de la Federación Internacional (1982 a 1990), de la que era miembro de honor y del consejo ejecutivo, durante el largo mandato del filipino Florencio Campomanes. Durante este periodo se ganó la enemistad declarada de Kasparov, que lo acusó de favorecer los intereses de Anatoli Kárpov en los encuentros que ambos disputaron por el título mundial de ajedrez. 
Fue pródigo divulgador del ajedrez en España: autor de una treintena de libros, director de revistas especializadas (fundó, editó y dirigió Ajedrez Español y la prestigiosa revista de ajedrez Ocho por ocho), cursos de ajedrez por correspondencia. Como periodista trabajó en periódicos históricos como Arriba y Pueblo, así como en el deportivo Marca. Fue colaborador habitual de La Vanguardia de Barcelona desde 1955. En este mismo año, concretamente el 13 de octubre, Torán participó en una partida simultánea con diferentes aficionados de la sección de ajedrez del llamado Cercle Artístic (Círculo Artístico), en Tortosa, Tarragona. En 1998 festejó la publicación de su problema número 10 000 en La Vanguardia. Tras publicar un total de 12.775 problemas en esa sección diaria de La Vanguardia, el 24 de octubre de 2005 fue sucedido en esa labor por Miguel Illescas. También colaboró en ABC de Madrid durante muchos años como analista de partidas y autor del problema que se publicaba en sus páginas finales. 
Un ejemplo de su labor divulgadora es la Cartilla de ajedrez, que formó parte del Plan Nacional de Promoción que él mismo creó, promovió y dirigió desde su cargo en la Delegación Nacional de Deportes, y que en los años 70 vendió más de dos millones de ejemplares sólo en español y sirvió para que miles de niños aprendiesen a disfrutar con el deporte al que él estuvo dedicado toda su vida. Se trata de una de las publicaciones ajedrecísticas de mayor tirada de la historia. Se tradujo a varios idiomas, entre ellos el inglés y el árabe. Román Torán cedió siempre, de forma gratuita, sus derechos de autor, un río de millones, de forma altruista a la difusión del ajedrez en todo el mundo. En su homenaje, la Federación de Ajedrez del Principado de Asturias organiza desde 1985 el torneo de ajedrez Román Torán, destinado a fomentar el ajedrez entre los más jóvenes.

## Aportación literaria
Román Torán escribió los siguientes libros sobre ajedrez:
- Problemas de ajedrez 1, editorial Bruguera, ISBN, año.
- Problemas de ajedrez 2, editorial Bruguera, ISBN, año.
- Problemas de ajedrez 3, editorial Bruguera, ISBN, año.
- Problemas de ajedrez 4, editorial Bruguera, ISBN, año.
- Temas estratégicos de ajedrez, editorial Brugera, ISBN, año.
- Cartilla de ajedrez. Delegación Nacional de Educación Física y Deportes. Servicio de Publicaciones del Instituto Nacional de Educación Física. Edita Doncel. Madrid, 1971.
- El ajedrez, editorial Doncel, ISBN, año 1972.
- Primer curso de ajedrez, editorial Eseuve, ISBN 8487301800, año 1996.
- Segundo curso de ajedrez, editorial Eseuve, ISBN 9788487301810, año 1996.
- 200 problemas de ajedrez, editorial Zugarto, ISBN 9788488155641, año 1999.

## Muerte
Falleció tras larga batalla con el cáncer en Madrid, y sus restos fueron trasladados al columbario de Gijón.

## Partidas notables
Su partida más conocida posiblemente sea la siguiente:
Toran Albero, R - O'Kelly de Galway, A [E11]
Palma de Mallorca Palma de Mallorca (8), 1967
1. d4 Nf6 2. c4 e6 3. Nf3 Bb4+ 4. Nbd2 d5 5. a3 Be7 6. e3 O-O 7. Bd3 c5 8. dxc5
Bxc5 9. O-O a5 10. b3 Nc6 11. Bb2 Qe7 12. Bxf6 gxf6 13. cxd5 exd5 14. Nh4 Ne5
15. Bf5 Ng6 16. Qh5 Rd8 (16... Bxa3 17. Bxc8 Rfxc8 18. Nf5 Qf8 19. Nf3 Bb4 20.
h3 Rc5 21. Nh2 Bc3 22. Rad1 {con leve ventaja blanca}) 17. Ndf3 Be6 18. Nd4
Bxd4 19. exd4 Bxf5 20. Nxf5 Qe4 (20... Qd7 21. f4 Kh8 22. g4 Rg8 23. Nh6 Rg7
24. Rae1 Ne7 25. Nxf7+ Kg8 26. Nh6+ Kh8 27. Re3 a4 28. b4) 21. g3 Qe6 {un
grave error} ({Algo mejor era la variante} 21... Ne7 22. Nh6+ Kg7 23. Qxf7+
Kxh6 24. Rfe1 Rf8 25. Qxe7 Qxe7 26. Rxe7 a4 27. b4 Rab8 28. Rc1 Rfe8 29. Rd7
Rbc8 30. Rc5 b6 31. Rcxd5 Rc3 32. R5d6) 22. Rae1 Qd7 (22... Qc8 23. Re7 Qxf5 (
23... Nxe7 24. Nxe7+) 24. Qxf5 Nxe7 25. Qxf6 Nc6 26. h4 Rd7 27. h5 h6 28. Rd1
Re8 29. Qxh6 Re6 30. Qg5+) 23. Re3 ({Aun era mejor} 23. g4) 23... Kh8 24. g4
Rg8 {el último error, permite mate forzado en 6 jugadas.} (24... Qe8 25. Rxe8+
Rxe8 26. Nd6 Re7 27. Qxd5 Kg8 28. Nf5 {con ventaja abrumadora}) 25. Qxh7+ Kxh7
26. Rh3+ Nh4 27. Rxh4+ Kg6 28. Rh6+ Kg5 29. f4+ *